# Paris Suite
Paris Suite è un  album di Bob Brookmeyer pubblicato nel 1995 dalla Challenge Records.
Il disco fu registrato il 15-17 ottobre del 1993 e il 5 gennaio del 1994 in Olanda.

## Tracce
1. Amanda – 9:06 (Kris Goessens)
2. Elle-Que – 7:13 (Kris Goessens)
3. Chanson – 10:09 (Bob Brookmeyer)
4. Arp – 8:15 (Bob Brookmeyer)
5. Erik Satie – 7:48 (Bob Brookmeyer)
6. Airport Song – 6:40 (Bob Brookmeyer)
7. Gospel Song – 9:26 (Kris Goessens)
8. Chaconne – 7:32 (Henning Berg)

## Musicisti
- Bob Brookmeyer - trombone a pistoni, pianoforte
- Kris Goessens - pianoforte
- Riccardo Del Fra - contrabbasso
- Dre Pallemaerts - batteria